# Ієр-Бруаж
Іє́р-Бруа́ж (фр. Hiers-Brouage фр. вимова: [jɛʁs bʁuaʒ]) — колишній муніципалітет у Франції, у регіоні Нова Аквітанія, департамент Приморська Шаранта. Населення — 648 осіб (2011).
Муніципалітет був розташований на відстані близько 430 км на південний захід від Парижа, 140 км на південний захід від Пуатьє, 35 км на південь від Ла-Рошель.

## Історія

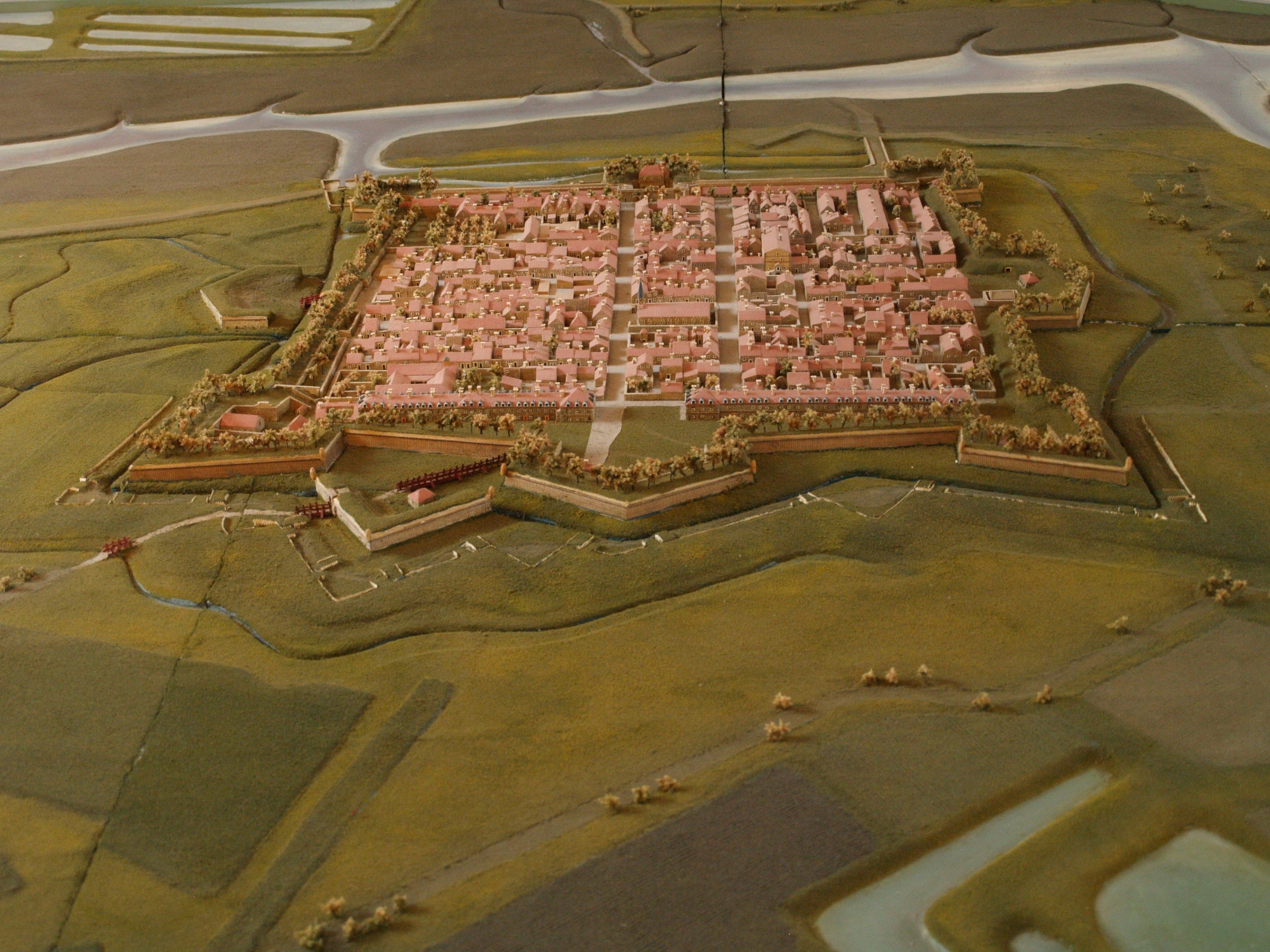
Цитадель Бруаж - відтворення масштабної моделі XVII ст.

Бруаж був заснований в 1555 Жаком де Понсом у Біскайській затоці з боку Атлантичного океану. Місто було засноване на болотистій місцевості, яка раніше була під водою. Його назва «Бруаж» (Brouage) походить від навколишньої суміші води та глини, яка називалася "broue". Його економіка базувалася на солі та доступі до моря. Бруаж був відомий виробництвом солі чорного кольору, яку часто продавали королівській родині. Бруаж експортував велику кількість солі сушею та морем ще в XV столітті.
Місто було укріплено між 1630 і 1640 кардиналом Рішельє як католицький бастіон для боротьби з сусіднім протестантським містом Ла-Рошель. Поступово гавань замулилася в останній половині XVII століття, залишивши місто мілиною та марним в якості порту. Вона занепала.
Найвідомішою людиною міста є французький мореплавець Самюель де Шамплен, який жив тут у молодості, перш ніж стати співзасновником французького поселення в Акадії (1604–1607) і Квебеку (1608–1635). Картограф Шарль Лебер дю Карло жив у Бруажі в той же час і, можливо, не навчав молодого Шамплена мистецтву складання карт.
У 1825 Бруаж було приєднано до села Ієр, розташованого за 2,5 км (1,6 миля), утворивши комуну Ієр-Бруаж.
1 січня 2019 року Ієр-Бруаж і Маренн було об'єднано в новий муніципалітет Маренн-Ієр-Бруаж.

## Демографія
Динаміка населення (Insee ):
Розподіл населення за віком та статтю (2006):
| Стать | Всього | До 15 років | 15-24 | 25-44 | 45-64 | 65-85 | Понад 85 |
| --- | ------ | ----------- | ----- | ----- | ----- | ----- | -------- |
| Чоловіки | 331    | 84          | 31    | 85    | 96    | 35    | 0        |
| Жінки | 295    | 35          | 26    | 80    | 84    | 66    | 4        |
| \| Статево-вікова піраміда \| Статево-вікова піраміда \| Статево-вікова піраміда \| \| ----------------------- \| ----------------------- \| ----------------------- \| \| Чоловіки \| Вік \| Жінки \| \| 0 \| 85 + \| 4 \| \| 4 \| 80-84 \| 18 \| \| 9 \| 75-79 \| 31 \| \| 9 \| 70-74 \| 4 \| \| 13 \| 65-69 \| 13 \| \| 18 \| 60-64 \| 18 \| \| 26 \| 55-59 \| 26 \| \| 26 \| 50-54 \| 31 \| \| 26 \| 45-49 \| 9 \| \| 18 \| 40-44 \| 18 \| \| 31 \| 35-39 \| 18 \| \| 18 \| 30-34 \| 31 \| \| 18 \| 25-29 \| 13 \| \| 13 \| 20-24 \| 22 \| \| 18 \| 15-20 \| 4 \| \| 9 \| 10-14 \| 9 \| \| 31 \| 5-9 \| 13 \| \| 44 \| 0-4 \| 13 \| |        |             |       |       |       |       |          |
| Статево-вікова піраміда |        |             |       |       |       |       |          |
| Чоловіки | Вік    | Жінки       |       |       |       |       |          |
| 0 | 85 +   | 4           |       |       |       |       |          |
| 4 | 80-84  | 18          |       |       |       |       |          |
| 9 | 75-79  | 31          |       |       |       |       |          |
| 9 | 70-74  | 4           |       |       |       |       |          |
| 13 | 65-69  | 13          |       |       |       |       |          |
| 18 | 60-64  | 18          |       |       |       |       |          |
| 26 | 55-59  | 26          |       |       |       |       |          |
| 26 | 50-54  | 31          |       |       |       |       |          |
| 26 | 45-49  | 9           |       |       |       |       |          |
| 18 | 40-44  | 18          |       |       |       |       |          |
| 31 | 35-39  | 18          |       |       |       |       |          |
| 18 | 30-34  | 31          |       |       |       |       |          |
| 18 | 25-29  | 13          |       |       |       |       |          |
| 13 | 20-24  | 22          |       |       |       |       |          |
| 18 | 15-20  | 4           |       |       |       |       |          |
| 9 | 10-14  | 9           |       |       |       |       |          |
| 31 | 5-9    | 13          |       |       |       |       |          |
| 44 | 0-4    | 13          |       |       |       |       |          |

## Економіка
2010 року серед 419 осіб працездатного віку (15—64 років) 303 були активними, 116 — неактивними (показник активності 72,3%, у 1999 році було 70,3%). З 303 активних мешканців працювали 264 особи (141 чоловік та 123 жінки), безробітними було 39 (20 чоловіків та 19 жінок). Серед 116 неактивних 19 осіб було учнями чи студентами, 62 — пенсіонерами, 35 були неактивними з інших причин.

У 2010 році в муніципалітеті числилось 289 оподаткованих домогосподарств, у яких проживали 662,0 особи, медіана доходів виносила 16 509 євро на одного особоспоживача

## Галерея зображень

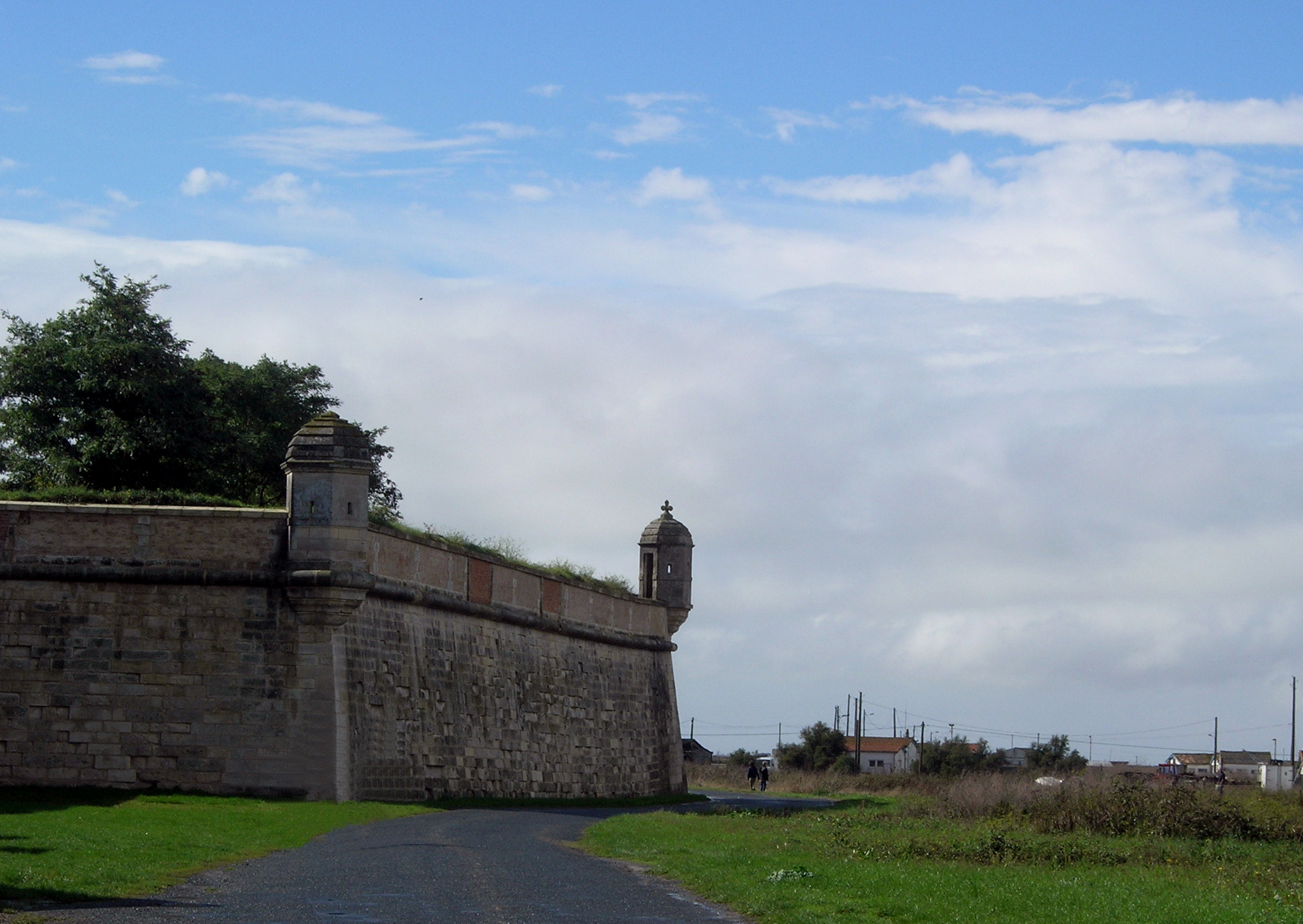
Залишки цитаделі
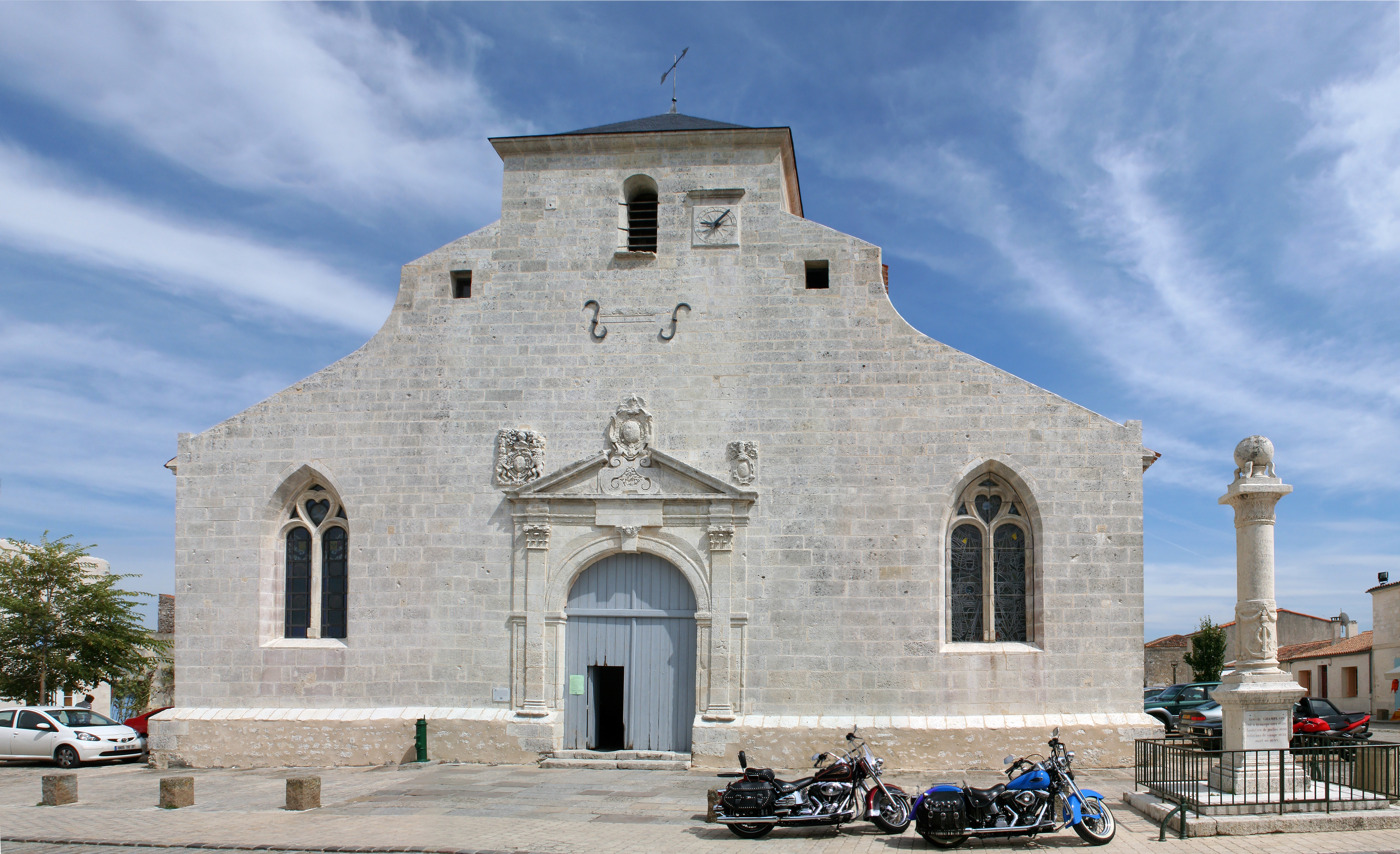
Церква святого Петра, праворуч — пам'ятник Шамплену
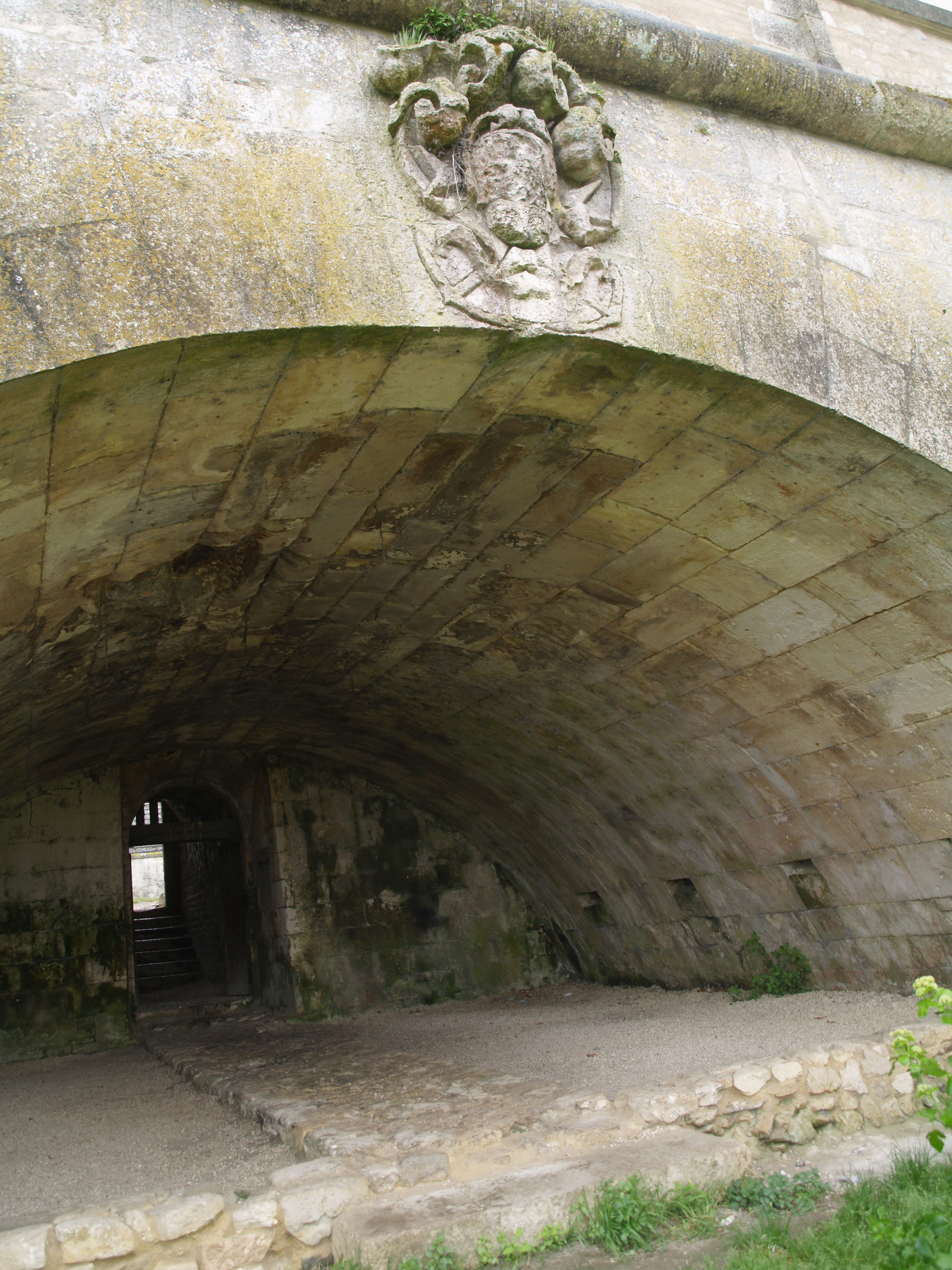
Підземний порт
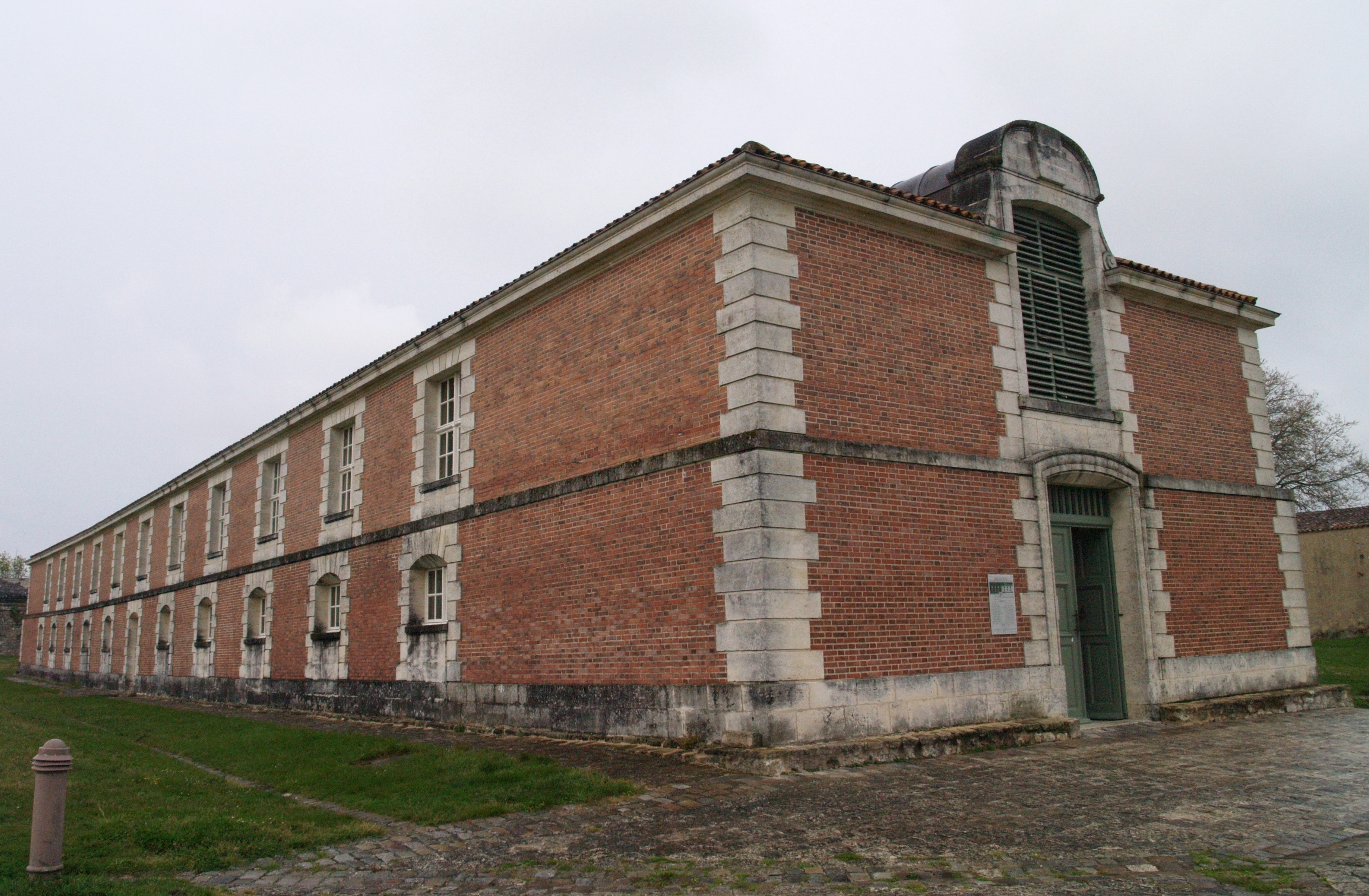
Продовольчі склади
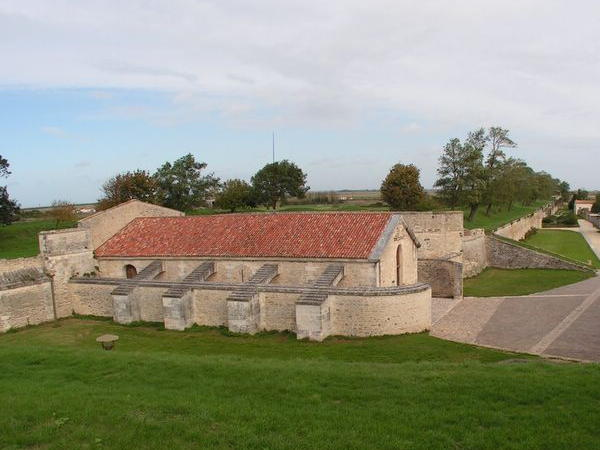
Пороховий погріб святого Люка